# Cognition sociale
 (mars 2021).
La cognition sociale désigne l'ensemble des processus cognitifs (perception, mémorisation, raisonnement, émotions...) impliqués dans les interactions sociales chez l'humain mais aussi chez les autres animaux sociaux, en particulier les primates.

## Cognition sociale individuelle
Par les termes mêmes, la cognition sociale renvoie à l'approche cognitiviste en psychologie. Dans cette perspective, les objets sociaux font l'objet de représentations mentales de type schémas (c’est-à-dire des éléments caractéristiques, les attributs prototypiques et des exemplaires). Par exemple, le concept de professeur s'inscrirait dans un schéma possédant des attributs comme l'autorité, le savoir et des exemples de professeurs qui nous ont marqués. Or selon la théorie cognitiviste, l'activation d'un concept (par un élément du contexte, par une réminiscence active, ou autre) est censée faciliter l'accessibilité à son schéma et aux concepts qui lui sont liés. Ainsi, dans la sphère sociale, l'interaction avec un individu donné activerait une série de schémas qui eux-mêmes influenceraient notre cognition sociale par ce qu'ils évoquent. Par exemple, si l'on nous présente un individu comme étant professeur, notre jugement pourrait se trouver biaisé par le schéma activé par ce concept : cet individu nous semblera savant ou autoritaire en fonction des représentations mentales associées au schéma activé.
Cette perspective offre ainsi une explication aux phénomènes de préjugés, de racisme, mais aussi d'amitié...

## Neurosciences sociales
À partir des années 1990, les neurosciences cognitives ont commencé à s'intéresser aux bases cérébrales de la cognition sociale. En particulier, les études neuropsychologiques de patients victimes d'une lésion cérébrale dans certaines régions du lobe frontal ont eu un impact retentissant en montrant que ces régions jouaient un rôle crucial dans le jugement social et les interactions avec autrui. L'exemple historique qui illustre le livre du neurologue Antonio Damasio L'Erreur de Descartes est le cas de Phineas Gage (1823-1860) dont le comportement social aurait été modifié à la suite d'un accident lui faisant perdre une partie du cortex préfrontal. Au-delà de cette observation anecdotique, les neurosciences cognitives ont depuis largement confirmé l'importance de certaines régions du cerveau dans les processus sociaux, au moyen de l'imagerie cérébrale. On peut citer quelques exemples :
- le lobe temporal, en particulier le gyrus fusiforme dans la perception des visages, et le sillon temporal supérieur dans la perception de la voix humaine ;
- le cortex prémoteur, et en particulier les neurones miroirs, dans les processus d'imitation ;
- les structures corticales médiales (cingulaires, notamment) qui sont impliquées dans la distinction entre soi et autrui ;
- le complexe amygdalien dans les émotions et la confiance en autrui.

Une nouvelle perspective a été introduite au cours des années 2000 avec l'introduction de situations expérimentales plus proches des interactions sociales réelles. Inspirée par l'économie expérimentale, cette approche, qui s'inscrit parfois sous la bannière de la neuroéconomie, cherche à comprendre les mécanismes neuronaux impliqués dans des phénomènes tels que l'altruisme, la confiance en autrui, la punition du tricheur ou encore le jugement moral. A la même époque, les neurosciences sociales ont émergé comme le domaine interdisciplinaire consacré à l'étude de ces mécanismes neuronaux, hormonaux, cellulaires et génétiques et, en corollaire, l'étude des associations et des influences entre les niveaux sociaux et biologiques des espèces sociales, que ce soient des insectes, rongeurs, mangoustes ou les primates,.
Ces progrès dans la connaissance du cerveau humain rejoignent les découvertes faites chez l'animal en éthologie cognitive. Ces dernières tendent à montrer que certaines facultés de la cognition sociale humaine ont leurs origines évolutionnaires dans des capacités que partagent d'autres animaux, tels les grands singes. C'est notamment, l'un des arguments de la psychologie évolutionniste : le cerveau de l'Homme (comme celui de l'animal) est une machinerie complexe qu'il faut étudier en cherchant comment elle est adaptée à son écosystème qui, dans une large mesure, est constitué d'autres membres de son espèce. Il n'y a donc rien d'étonnant à découvrir que certaines de ces facultés sont innées, comme le fait d'exprimer certaines émotions par une expression faciale particulière, que l'on retrouve chez des enfants aveugles de naissance qui n'ont donc pas pu l'apprendre par imitation.
Cette perspective apporte un éclairage nouveau sur des pathologies développementales à composante sociale telles que l'autisme ou le syndrome de Williams. Les recherches récentes indiquent en effet qu'elles correspondent, au moins en partie, à un dysfonctionnement de certains mécanismes de la cognition sociale. Cela expliquerait pourquoi ces individus peuvent par ailleurs avoir des capacités normales dans d'autres domaines de la cognition.

## Cognition sociale collective
Par métonymie, le terme désigne aussi un paradigme de la psychologie sociale qui étudie ces processus mentaux au niveau des groupes ou des foules.
Les groupes tendent à modifier la cognition individuelle :
- soit du fait d'un élargissement des sources d'information, ce qui est un effet positif ;
- soit du fait de la pression sociale (conditionnement), ce qui peut conduire à un certain appauvrissement du raisonnement, un effet qui est alors négatif.

En lien avec la notion de schéma au niveau de la cognition sociale individuelle, la psychologie sociale a développé le concept de stéréotype introduit par Walter Lippmann (dans une optique initialement différente qui correspondait davantage au préjugé). La notion de stéréotype permet de rendre compte de l'existence de représentations sociales partagées au sein d'un groupe humain à propos d'un autre groupe humain (ou de lui-même).

### Cognition sociale et émotions dans le cerveau

#### Organisation des processus émotionnels dans le cerveau
Le traitement des émotions dans le cerveau suit un certain ordre, passant par différentes régions qui jouent chacune un rôle clé (Fossati et al., 2012) :
1. Perception et identification des indices émotionnels : L'amygdale analyse rapidement les stimuli émotionnels, en particulier ceux qui signalent un danger ou une récompense.
2. Traitement cognitif et interprétation : Le cortex préfrontal analyse et interprète ces signaux en fonction du contexte social.
3. Régulation et réaction émotionnelle : L'insula contribue à la conscience des émotions internes, et le cortex préfrontal aide à moduler les réactions émotionnelles en fonction des situations.

##### Le rôle de la sérotonine et du gène 5-HTT dans la régulation émotionnelle
La sérotonine est un neurotransmetteur jouant un rôle essentiel dans la gestion des émotions et du comportement social. Son transport est régulé par le gène 5-HTT, qui existe sous deux formes : une version longue (l) et une version courte (s).
- Les individus possédant la version courte du gène sont plus sensibles aux émotions et ont un risque accru d'anxiété et de dépression en cas de stress (Lesch, 2007).
- Chez les macaques rhésus, les singes avec la version courte du gène montrent plus de comportements anxieux lorsqu'ils sont séparés de leur mère, tandis que ceux ayant la version longue sont plus résilients.

##### Le lien entre le cerveau social et les émotions
Certaines régions du cerveau jouent un rôle central dans la compréhension des interactions sociales et émotionnelles (Nummenmaa et al., 2012) :
- L'amygdale ( L'amygdale est une partie du cerveau qui aide à gérer nos émotions, surtout la peur) :Analyse des émotions, détection des signaux de peur et de colère.
- Le cortex préfrontal : Contrôle et régulation des réactions émotionnelles
- L'insula : Conscience des émotions ressenties. Des études en neuro-imagerie montrent que ces régions sont activées lorsqu'une personne interprète des expressions faciales émotionnelles, illustrant l'intégration entre cognition sociale et émotions (Fossati et al., 2012).

###### Latéralisation de l'amygdale et régulation émotionnelle
Les recherches récentes montrent que l'activation de l'amygdale diffère selon l'hémisphère impliqué et la stratégie de régulation émotionnelle employée :
- Stratégie de réévaluation cognitive (REAP) : Mobilise principalement l'amygdale gauche, ce qui correspond à un traitement plus analytique et réfléchi des émotions.
- Stratégie de suppression émotionnelle (ESUP) : Implique davantage l'amygdale droite, liée aux réactions émotionnelles automatiques et à la rétention des émotions (Vrtička et al., 2011).

###### Les régions préfrontales et la régulation des émotions
Le cortex préfrontal joue un rôle essentiel dans la modulation des émotions (Fossati et al., 2012) :
- REAP (Réévaluation cognitive) : Active les parties supérieures et moyennes du gyrus frontal (SFG et MFG), impliquées dans la gestion des pensées et la relecture des émotions.
- ESUP (Suppression émotionnelle) : Sollicite le sillon frontal supérieur (SFS) et l'aire motrice supplémentaire (SMA), qui répriment l'expression émotionnelle et contrôlent les réactions physiques.